# Хвощ рябий
Хвощ рябий (Equisetum variegatum) — багаторічна трав'яниста рослина родини хвощові (Equisetaceae). Етимологія: лат. variegatum — «строкатий».

## Опис
Стебла до 40 (80) см (часто менше 20 см), порожнисті, зелені. Стебла можуть бути нерозгалуженим або мати гілки, які ростуть від основи. Родючі стебла теж зеленого кольору. Підземна частина стебла складається з горизонтального кореневища (чорного або темно-коричневого). Навіть у найнесприятливіші періоди рослина продовжує жити, бо деякі короткі бічні підземні відділення перетворюються на круглі бульби, які містять резервні речовини для зимівлі. Листки розташовані у вузлах стебла, вони прямостоячі й притиснуті до самого стебла. З червня до серпня з'являються спорові шишки (3-4 мм в діаметрі, як правило, зеленого кольору з чорним, прямо-загостреним кінчиком) на верхній частині головного стебла. Спори дозрівають в період з червня по вересень. Рослина має 2n = 216 хромосом.

## Поширення
Ареал циркумполярний. Він набув значного поширення від Євразії через Гренландію до Північної Америки. У Центральній Європі цей хвощ особливо поширений в Альпах, зі збільшенням на висоті до 2570 метрів. Світлолюбний, росте особливо в піщаній, вапняній, болотистій місцевості, в кар'єрах, на берегах, дюнних долинах.

## Галерея

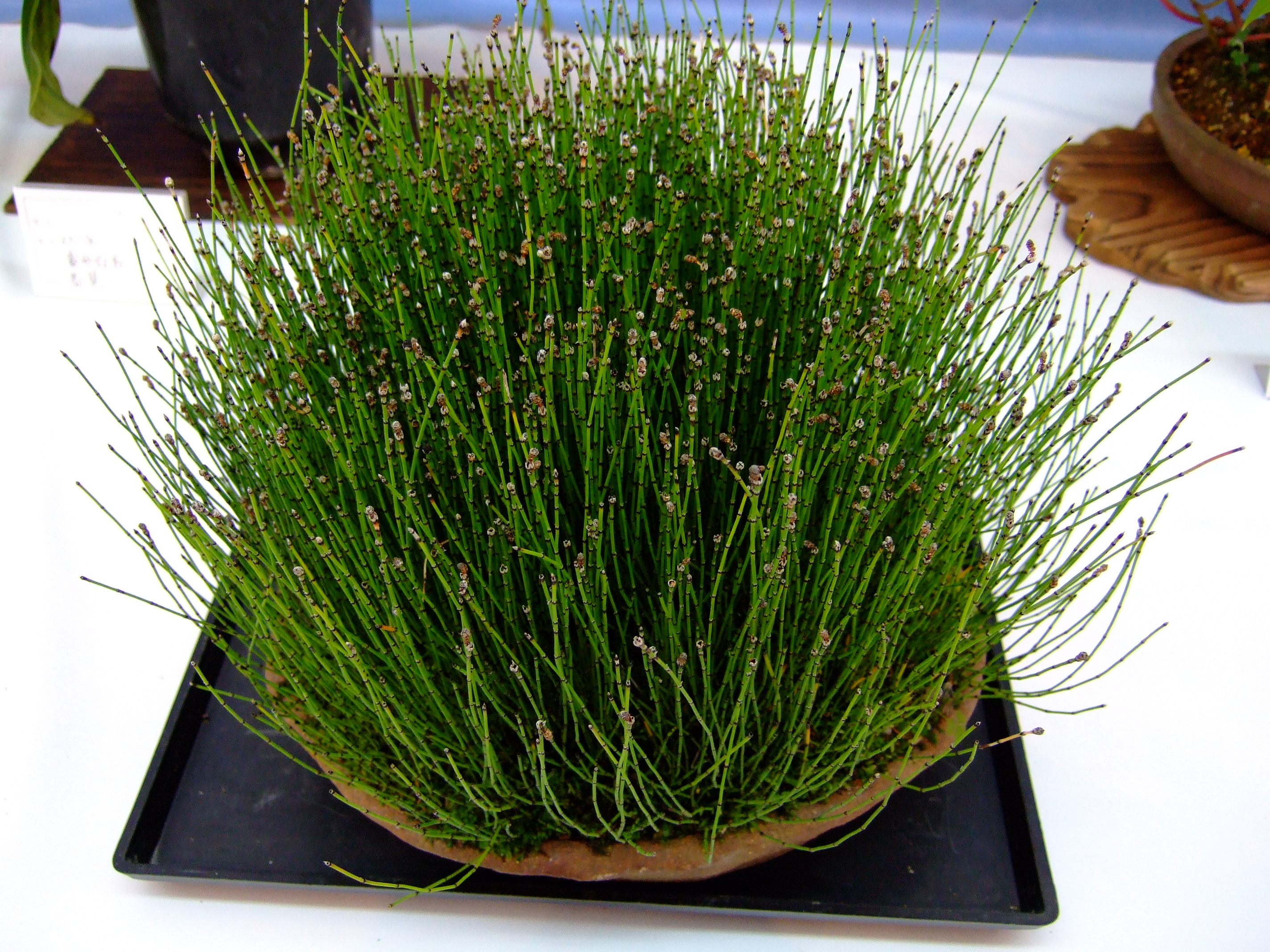
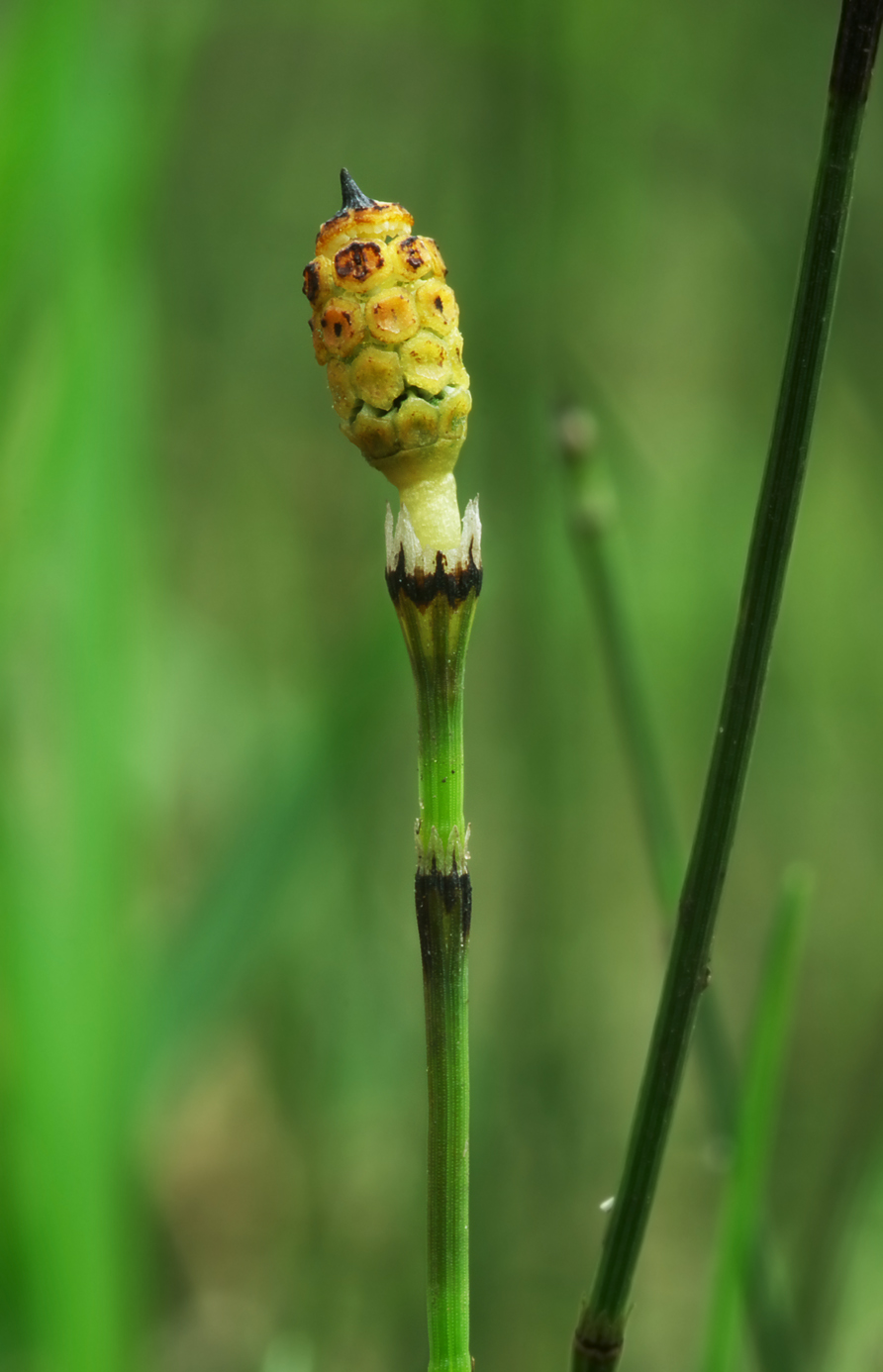
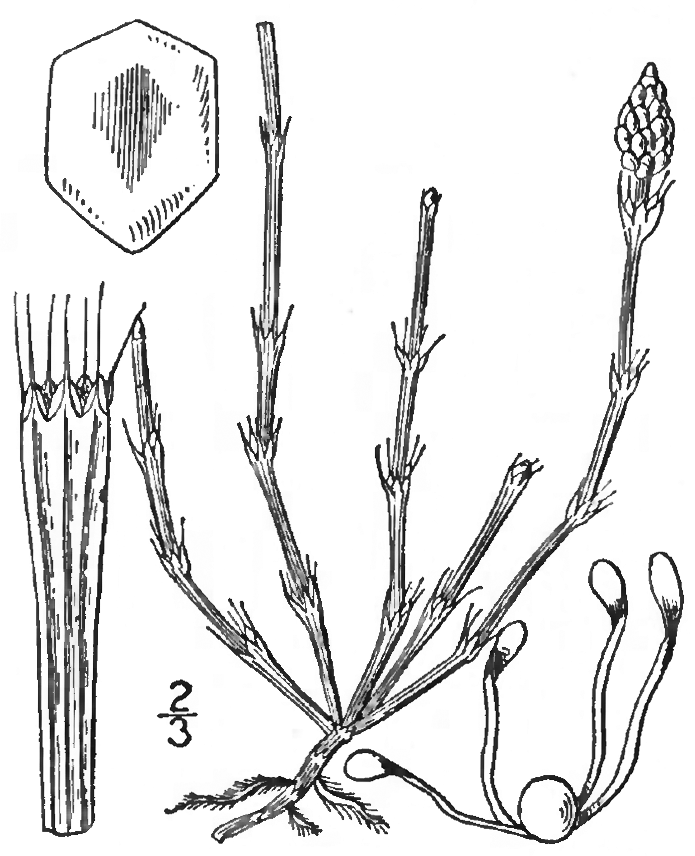